# Špunty do uší

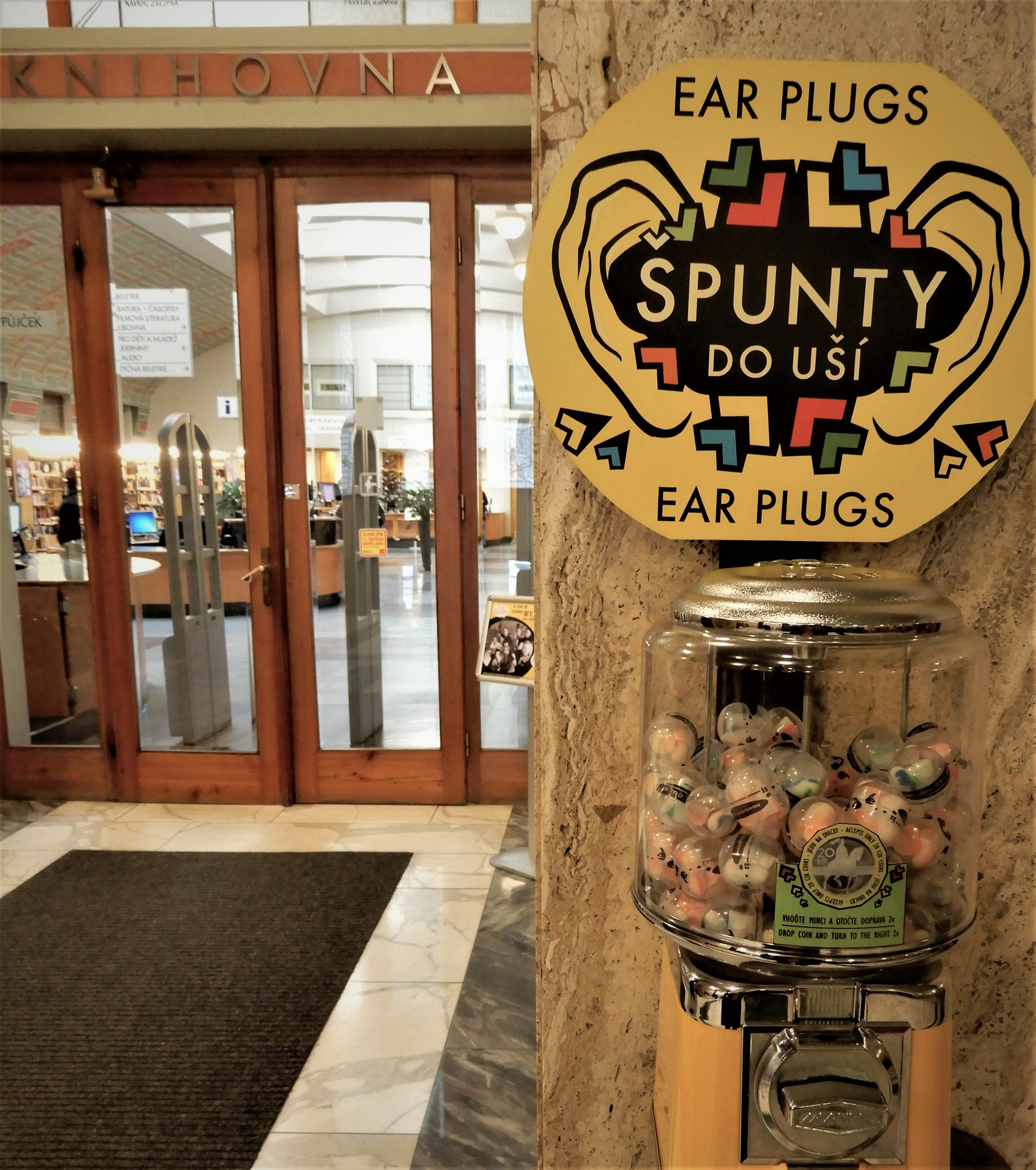
Automat na špunty do uší, Městská knihovna v Praze

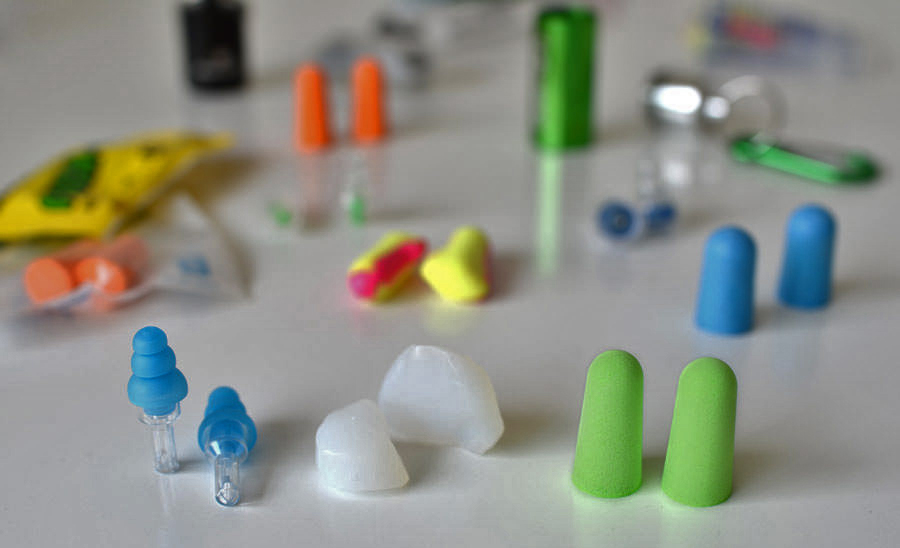
Typy, velikosti a batvy špuntů do uší

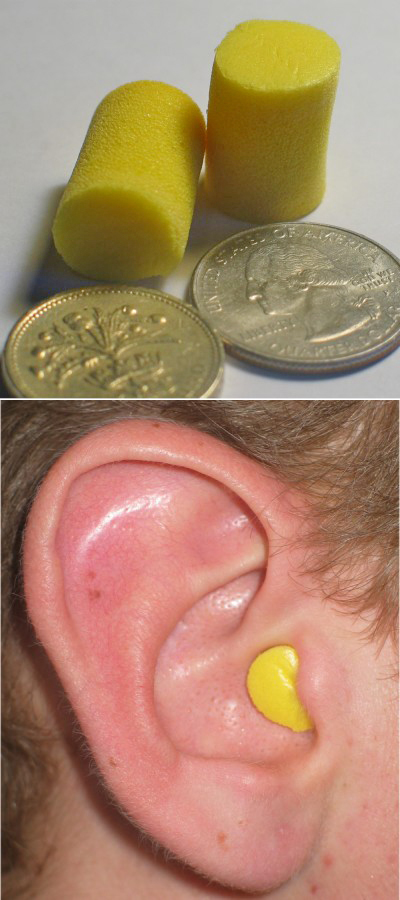
Špunty do uší, s ukázkou aplikace

Špunty do uší jsou ochranné pomůcky sluchu, které se zasouvají do ušního kanálku. Chrání před škodlivým hlukem, vodou, tlakem uší v letadle a dalšími nežádoucími vlivy prostředí. Také je lze nazvat jako ucpávky do uší.
Špunty do uší se využívají jako prostředek ochrany sluchu před hlukem. V praxi je redukce šumu velmi variabilní a často se blíží nule. Špunty do uší snižují riziko ztráty sluchu, ale ne moc.

## Materiály
Špunty se zhotovují z pružných materiálů: PVC, termoplastu, vosku, silikonu, vlny, polyuretanu nebo celulózy (vaty). Podle materiálu se liší vlastnosti špuntů, jejich trvanlivost a způsoby využití.

## Druhy špuntů do uší
- Hudební špunty do uší. Muzikanti a návštěvníci koncertů používají speciální druh špuntů do uší pro ochranu sluchu na hlasitých koncertech. Tyto špunty zachovávají kvalitu zvuku a přitom umožní uživatelům konverzovat (netlumí příliš).
- Špunty do uší do letadla, které zmirňují tlak a bolest v uších při vzletu nebo přistání letadla.
- Špunty do uší na spaní. Liší se nejmenším tlačením v uších a mohou být v uchu po celou noc. Tlumí zvuky chrápání, hluk od sousedů, hluk z venku.
- Špunty do uší do vody se používají, pokud trpíte záněty ucha, nebo jim chcete předejít.
- Špunty pro děti. Odlišují se malým rozměrem a mají více funkcí. Mohou se používat na plavání a zároveň chránit před škodlivým hlukem.
- Špunty pro lepší soustředění při čtení nebo studiu ve veřejných knihovnách a studovnách. Mohou být opatřeny spojovacím rámečkem k upevnění na hlavu.
- Pracovní špunty do uší jsou alternativou k mušlovým chráničům sluchu. Dobře tlumí nepříjemné a škodlivé zvuky pracovních strojů a nástrojů (v praxi zřídka), nepřekáží dalším ochranným pomůckám (např. přilbě).

## Vlastnosti
- Zabraňují proniknutí vody do uší.
- Zbavují pocitu tlaku v uších.
- Některé jsou jednorázové, jiné mohou být používané opakovaně.
- Množství různých filtrů podle frekvenčního rozsahu.

## Účinnost
Potlačení hluku je velmi variabilní, například od 35 do 0 dB. Snížení hluku v praxi není podobná SNR (Evropská unie) nebo NRR (USA).
Vědecké studie prokázaly, že riziko ztráty sluchu se nesnižuje.

Pracovník měří skutečný útlum hluku (en: fit test), Austrálie 2021

Odborníci doporučují vybírat špunty do uší pro pracovníky individuálně a měřit snížení hluku u každého zaměstnance.